# Digital Research
Digital Research était une entreprise informatique fondée  en 1974 par Gary Kildall.
Digital Research est à l'origine du système d'exploitation CP/M (créé en 1974. CP/M était la cause de la fondation de la société), ainsi que d'autres logiciels parmi lesquels :
- GEM, une interface graphique utilisée sur les Atari ST et les PC d'Amstrad ;
- DR Logo, un interprète Logo.

En 1981, IBM avait initialement prévu d'utiliser CP/M comme système pour les PC, mais à cause d'un malentendu, il se tourna vers Microsoft et son MS-DOS. Digital Research ne s'en releva jamais réellement, et Gary Kildall décida en 1990 de céder la société à Novell. En 1996, Novell céda l'ensemble des actifs de Digital Research à Caldera.